# Craspedosoma blaniulides
Craspedosoma blaniulides är en mångfotingart som beskrevs av Robert Latzel 1900. Craspedosoma blaniulides ingår i släktet Craspedosoma och familjen knöldubbelfotingar. Inga underarter finns listade i Catalogue of Life.